# Olle Sahlin (översättare)
För information om musikern, se Olle Sahlin (musiker).
Olle Sahlin (Karl Olof Martin Sahlin), född i Stockholm 5 april 1956, död 9 januari 2021 i Nacka, var en svensk översättare, redaktör, grafisk formgivare, fotograf och lajvare.
Åren 1986–1993 arbetade Sahlin på Target Games (Äventyrsspel) som redaktör. Han var bland annat chefredaktör för tidskriften Sinkadus. 1994 startade han firman Textförädling Olle Sahlin med inriktning på översättning, grafisk produktion och tidningsutgivning. Där gav Sahlin ut tidskrifterna Centurion och Fëa Livia. Bland hans skönlitterära översättningar märks Stephen Donaldsons Mordant-serie, Philip Pullmans Den mörka materian-serie samt nio av Terry Pratchetts romaner. Sahlin skrev även fiktion till lajvrollspel.
1980 gick Sahlin med i det svenska Tolkiensällskapet Forodrim. Senare blev han även medlem i Society for Creative Anachronism (SCA) samt aktiv i Medeltidsveckan på Gotland.
Sahlin var son till musikern Olle Sahlin och Lilian Forsberg. Han gifte sig första gången 1988 med Carina Agebratt, vid ett medeltidsinspirerat bröllop i Källa gamla kyrka, Öland. Andra gången gifte han sig 2004 med Karolina Sahlin och de förblev äkta makar till hans död. Han är begravd på Skogskyrkogården i Stockholm.